# パブロ主義
パブロ主義とは、トロツキズムから派生した一潮流。
それまでトロツキストは、スターリン主義共産党を「ブルジョア秩序の側に移行」した（過渡的綱領）とみなしていたが、中国共産党・ユーゴスラヴィア共産党が革命によって権力を奪取したことによって、トロツキストたちの間でスターリン主義共産党の性格についての再検討がなされる。
ミシェル・パブロにより率いられた第四インターナショナル国際書記局は、近い将来に新たな戦争と革命的大衆運動が起き、それがスターリン主義共産党や社会民主党・労働党など大衆的労働者党を中国・ユーゴスラヴィアのように権力奪取へ押しやることを想定し、スターリン主義共産党や社会民主党・労働党に加入してこれら諸党を革命化しようと考えた。これがパブロ主義といわれる。
これは修正主義であると非難され、第四インターナショナルの分裂を招いた。アメリカ合衆国・イギリス・フランス・スイス・アルゼンチンなどのトロツキスト諸党は、パブロ主義に反対して第四インターナショナル国際委員会を結成した。
パブロ主義の展望は破産したが、エルネスト・マンデル（ジェルマン）らによって引き続きパブロ修正主義の政策が取られた。第四インターナショナル国際委員会のうち、アメリカ合衆国とアルゼンチンの組織は1963年に第四インターナショナル国際書記局と合同し、第四インターナショナル統一書記局を形成した。
ミシェル・パブロは、第四インターナショナル統一書記局から脱退し、彼の国際潮流を形成した。